# 령: 월식의 가면
령: 월식의 가면(일본어: 零 〜月蝕の仮面〜, Zero: Tsukihami no Kamen, Fatal Frame: Mask of the Lunar Eclipse)은 테크모가 주로 개발하고 닌텐도가 Wii 비디오 게임 콘솔용으로 배급한 서바이벌 호러 비디오 게임이다. 테크모는 닌텐도 SPD, 그래스호퍼 매뉴팩처와 개발을 함께했다. 제로 시리즈 중 4번째 작품이며 닌텐도 콘솔용으로 출시된 첫 번째 작품인 이 게임은 2008년 7월 31일 일본에서 출시되었다. 유럽판이 발표되었으나 이 게임은 일본 외 지역에서 발매된 적은 없다. 팬 번역이 2010년 출시되었다.

## 평가
| 평가 |       |
| --- | ----- |
| 평론 점수 평론사 점수 에지 8/10 [ 1 ] 유로게이머 7/10 [ 2 ] 패미츠 34/40 [ 3 ] 닌텐도 라이프 8/10 [ 4 ] |       |
| 평론 점수                                                                                               |       |
| 평론사                                                                                                  | 점수  |
| 에지 | 8/10  |
| 유로게이머                                                                                              | 7/10  |
| 패미츠                                                                                                  | 34/40 |
| 닌텐도 라이프                                                                                           | 8/10  |